# Ружица Стричевић
Др Ружица Стричевић је редовни професор на Пољопривредном факултету Универзитета у Београду. Рођена је 1964. године у Батајници, Србија.

## Образовање
Дипломирала је на Пољопривредном факуктету Универзитета у Београду 1987. године. Двогодишње последипломске студије из области наводњавања завршила је у Istituto Agronomico Mediterraneo, (Међународном институту за наводњавање) у Барију (Италија) и магистарски рад одбранила 1991. године. Докторску дисертацију одбранила је 1994. године на Пољопривредном факултет Универзитета у Београду из области биотехничких наука, агрономске науке.
Била је на студијским усавршавањима у Израелу из области «Модерни системи за наводњавање и трансфер знања» 1998. У Шпанији (Сарагоса) се усавршавала из области „Одрживе пољопривреде у условима наводњавања”, 2002. године, а из области „Фертигација” у Пољопривредном научном институту у Никозији (Кипар) 2003. године.
Од 1989. до данас је запослена на Пољопривредном факултету Универзитета у Београду. Шеф је Катедре за мелиорације од 2015. године.

## Научна област
Њена област научно истраживачког рада је:
- наводњавање,
- евапотранспирација,
- моделирање биљне производње,
- управљање водним ресурсима у пољопривреди,
- пољопривредна суша,
- одводњавање.

Била је ментор мастер рада на Istituto Agronomico Mediterraneo (Медитеранском агрономском институту) у Барију, Италија. Радила је 2002. године као консултант на пројекту “Стратегија развоја пољопривреде“ – део који се односи на управљање водним ресурсима, који је финансиран од стране Европске агенције за реконструкцију. Радила је као консултан Светске банке у периоду 2004-2006. на пројекту Irrigation and Drainage system rehabilitation.
Учествовала је 2015. године у изради Националног адаптационог плана на климатске промене Р. Србије у области пољопривреде. Била је ангажована преко UNDP за израду Адаптационог плана на климатске промене БиХ током 2016. године.
Била је учесник на 7 националних и 5 међународних научних пројеката:
- JOULE,
- WATERWEB,
- LOLAqua,
- B.E.N.A,
- CROPWAT,
- EUROA-GRIWAT.

На пројекту LOLAqua је била контакт особа за Универзитет у Београду.
Рецензент је научних радова у 16 престижних међународних часописа и 4 национална.
Објавила је преко 100 научних радова, уџбеник и практикум из области Наводњавања, аутор је 11 студија и стручних пројеката.

## Публикације
- Ружица Стричевић, 2007. – Наводњавање: основе пројектовања и управљања системима. Ед. Пољопривредни факултет, Универзитет у Београду. Stričević, Ružica J. (2007). Navodnjavanje: Osnove projektovanja i upravljanja sistemima. Poljoprivredni fakultet. ISBN 978-86-7834-037-6.. – уџбеник
- Ружица Стричевић, 2000. – Пројектовање у мелиорацијама – практикум. Ед. Пољопривредни факултет, Универзитет у Београду
- Stricevic R., Z. Djurovic N. Djurovic, 2011. Оne approach to regional drought classification. In: Droughts, New Research. Eds.Diogo F. Neves and João D. Sanz. Nova Science Publishers, Inc. USA.  978-1-62100-769-2. https://www.novapublishers.com/catalog/product_info.php?products_id=32967%5B%5D

## Одабрани научни радови
- Djurović, N., Ćosić, M., Stričević, R., Savić, S., and Domazet, M. (2016): Effect of irrigation regime and application of kaolin on yield, quality and water use efficiency of tomato. Scientia Horticulturae, 201, 271-278
- Cosic M., Djurovic N., Todorovic M., Maletic R., Zecevic B., Stricevic R. (2015): Effect of irrigation regime and application of kaolin on yield, quality and water use efficiency of sweet pepper. Agricultural Water Management 159, 139–147
- Stojakovic, N., Stricevic R., Vujadinovic-Mandic M., Todorovic M. (2015): Impact of climate change on water requirements and yield of maize grown under different pedo-climatic conditions in Bosnia and Herzegovina. Proceedings – Book of abstracts of International Conference on “Modern technologies, strategies and tools for sustainable irrigation management and governance in Mediterranean agriculture” (Eds. F.F. Montesano, A. Parente, N. Lamaddalena, M. Todorovic, L. Trotta), 23-25 September 2015, Valenzano (Bari), Italy. . стр. 97—98. ISBN 978-2-85352-549-7. Недостаје или је празан параметар |title= (помоћ). M34
- Djurovic, Nevenka; Domazet, Milka; Stricevic, Ruzica; Pocuca, Vesna; Spalevic, Velibor; Pivic, Radmila; Gregoric, Enika; Domazet, Uros (2015). „Comparison of Groundwater Level Models Based on Artificial Neural Networks and ANFIS”. The Scientific World Journal. 2015: 1—13. PMC 4670882 . PMID 26759830. doi:10.1155/2015/742138 .
- Stričević, Ruzica; Dželetović, Zeljko; Djurović, Nevenka; Cosić, Marija (2015). „Application of the AquaCrop model to simulate the biomass of Miscanthus x giganteus under different nutrient supply conditions”. GCB Bioenergy. 7 (6): 1203—1210. S2CID 83761641. doi:10.1111/gcbb.12206.
- Iqbala MA, Shena Y., Stricevic R., Peia H., Sun H., Amiri E., Penas A., del Rio S. (2014): Evaluation of the FAO AquaCrop model for winter wheat on the NorthChina Plain under deficit irrigation from field experiment to regional yield simulationM. Agricultural Water Management 135 (2014) 61– 72
- Stričević R.J., Đurović N.Lj., Vuković A.J., Vujadinović M.P., Ćosić M.D., Pejić B. S.. : „Procena prinosa i potrebe šećerne repe za vodom u uslovima klimatskih promena na području republike Srbije primenom AquaCrop modela”. Journal of Agricultural Sciences. 59 (3): 301—317. 2014.
- Stricevic R. Djurovic N (2013). „Determination of spatiotemporal distribution of Agricultural drought in Central Serbia (Šumadija)”. Scientific research and Essays. 8 (11): 438—446. ISSN 1992-2248. doi:10.5897/SRE12.478 (неактивно 2023-09-23)., 18 March, 2013 http://www.academicjournals.org/SRE/PDF/pdf2013/18Mar/Ruzica%20and%20Nevenka.pdf
- Stricevic, Ruzica; Cosic, Marija; Djurovic, Nevenka; Pejic, Borivoj; Maksimovic, Livija (2011). „Assessment of the FAO AquaCrop model in the simulation of rainfed and supplementally irrigated maize, sugar beet and sunflower”. Agricultural Water Management. 98 (10): 1615—1621. Bibcode:2011AgWM...98.1615S. doi:10.1016/j.agwat.2011.05.011.
- Stricević R. Djurović N., Djurović Ž. „Drought classification in northern serbia based on spi and statistical pattern recognition”. Journal of Meteorological Applications. Meteorol. Appl. 18: 60—69. 2011.
- Pejic, B., Maheshwari, B. L., Šeremešić, S., Stričević, R., Pacureanu-Joita, M., Rajić, M., Ćupina, B., (2011): Water-yield relations of maize (Zea mays L.) in temperate climatic conditions. Maydica, 315-323.
- Alexandris S.; Stricevic R.; Petkovic, S. (2008). „Comparative analysis of reference evapotranspiration from the surface of rainfed grass in central Serbia, calculated by six empirical methods against the Penman-Monteith formula”. European Water. 21 (22): 17—28.
- Стричевић Р., Ђуровић Н., Пивић Р. (2007): Примена стандардизованог индекса падавина за одређивање појава суфицита и дефицита воде на подручју Сурчинског доњег поља. Водопривреда. Број 5-6/2007, No 229-230, стр. 366-375
- Stričević R., Đurović N., Petković S. „Change of the climatic charachteristics of the Belgrade region and its ifluences on the both grass water shortage and excess water”. Zemljište i biljka. 54 (1): 31—38. 2005.Beograd
- Đurović N., Stričević R. (2005): Modelling of groundwater table depth responce to precipitation on the drainage areas. 19th Congress on Irrigation and drainage. International Comission on Irrigation and Drainage (ICID). Peking, 11 – 19 Septembar 2005. www.icid.org and CD ROM – Scope/Theme Question 52 P.2.01
- Đurović N., Stričević R. (2005): Modeliranje zavisnosti dubine podzemnih voda od padavina na dreniranim područjima. Vodoprivreda, O350-0519, 37 (2005) 216-218 pp. 251-257
- Djurović N., Stričević R., Gajić B. „Some properties of drainage outflow rate on eugley”. – Zemljište i biljka. 53 (3): 185—190. 2004.
- Đurovic N., Stričević R. (2003). „Some properties of Kirkham’s method for drain spacing determination in marshy - gley soil”. Journal of Agricultural science. 48 (1): 59—67.
- Stričević R., Čaki E. (1997): Relations between available soil water and indicators of plant water status of sweet sorghum to be applied in irrigation scheduling. Irrigation Science. Vol. 18, p: 17 – 21.
- Stričević R., Petković S., Gregorić E., Spalević B., Nađ B. (1996): The utilization of crop water stress indicators in irrigation scheduling of sweet sorghum, Internat. Simposium: Drought and Plant Production, Lepenski vir ‘96, Septembar 17-20. Drought and plant production, Proceedings, pp. 445-452.
- Stričević R (1995). „1995 - Comparison of different methods for irrigation scheduling and design of net peak continuous discharge”. Review of Research Work at the Faculty of Agriculture. 40 (1): 7—29.
- Stričević R., Mastrorilli M. (1992). „Determining the right moment for irrigation Review of Research Work at the Faculty of Agriculture of sweet sorghum”. 37 (1). 1992: 75—85.
- Jovanović N., Stričević R., Rana G.. : „Estimation and analysis of evapotranspiration of soybean crop”. Review of Research Work at the Faculty of Agriculture. 37 (1): 67—74. 1992.